# سیف‌آباد (جیرفت)
سیف‌آباد روستایی در دهستان گور بخش ساردوئیه شهرستان جیرفت استان کرمان ایران است.

## جمعیت
بر پایه سرشماری عمومی نفوس و مسکن در سال ۱۳۹۵ جمعیت این مکان ۳۰۰ نفر (۸۹خانوار) بوده‌است.